# Mountain MCCUU
Mountain MCCUU – prototyp specjalistycznego munduru polowego dla USMC. Ostatecznie niewprowadzony do wyposażenia.
Prototypowe umundurowanie powstało jako część programu Mountain Cold Weather Clothing System (MCWCS) - odpowiednika ECWCS gen. III. Podjęcie się badań nad specjalistycznym umundurowaniem przeznaczonym do terenów górskich było wynikiem dużego zaangażowania USMC w walkach w górach Afganistanu. 
Mundur wykonano z tkaniny NYCO (50% nylon, 50% bawełna) pokrytej impregnatem DWR w kamuflażu Marpat. 

## Bluza (różnice pomiędzy wersją górską aklasyczną)
- Kołnierz o nieco innym kroju
- Bluza zapinana na dwubiegowy zamek błyskawiczny (zamiast guzików)
- Kieszenie na klatce piersiowej posiadają mieszki powiększające ich objętość
- Kieszenie na ramionach zapinane na rzepy
- Wstawki elastyczne (wykonane z Spandexu) w okolicy łokci
- brak łat wzmacniających na łokciach
- umieszczono znacznik IR na lewej kieszeni naramiennej

## Spodnie (różnice pomiędzy wersją górską a klasyczną)
- w pasie umieszczono taśmy elastyczne
- możliwość stosowania szelek od spodni level 5 ECWCS gen. III
- rozporek zapinany zamkiem błyskawicznym
- mieszki kieszeni klasycznych i tylnych wykonane z siateczki
- tylne kieszenie zapinane na rzepy
- w kroku zastosowano wstawkę z elastycznego Spandexu
- kieszenie cargo posiadają klapy skośne zamykane na rzepy
- w okolicy kolan wszyte są wstawki ze Spandexu
- brak łat wzmacniających na kolanach
- zastosowano zamki błyskawiczne na końcu nogawek